# Леманн, Жорже Паулу
Жорже Паулу Леманн (порт. Jorge Paulo Lemann; род. 26 августа 1939, Рио-де-Жанейро) — бразильский инвестор, миллиардер. Самый богатый бразилец по состоянию на 2017 год. В общем рейтинге миллиардеров журнала Forbes на 4 апреля 2023 года занимает 108 место в мире с состоянием $15,8 млрд.

## Биография
Родители швейцарского происхождения: отец, Пауль Леманн, был иммигрантом из Швейцарии, переселившимся в Бразилию в 1920-е годы, мать, Анна Иветта Трюбнер, тоже имела швейцарские корни, но ее предки приехали в Бразилию намного раньше, чем её муж. 
В 1961 получил  в США степень бакалавра по экономике в Гарвардском университете.
В молодости играл в теннис, 5 раз выигрывал чемпионат Бразилии, выступал на Уимблдоне и за сборную в Кубке Дэвиса.
В 1961—1962 годах работал стажёром в Credit Suisse. Invesco, первая компания Леманна, где он имел 2 % акций, обанкротилась в 1966 году. В 1971 году Леманн, Carlos Alberto Sicupira и Marcel Herrmann Telles основали бразильский инвестиционный банк Banco Garantia. Несмотря на то, что несколько недель спустя в стране случился финансовый кризис, банк стал одним из самых престижных и инновационных инвестиционных, а Forbes назвал его бразильской версией Goldman Sachs. Они контролируют его через AB Inbev, где являются членами совета директоров.
В 1990—2001 годах Леманн был членом совета директоров компании Brahma, одного из крупнейших производителей пива.
В июле 1998 года Леманн продал Banco Garantia швейцарскому банку Credit Suisse First Boston за 675 млн долл.
Леманн также является членом совета крупной торговой сети Lojas Americanas, бывшим членом совета директоров Gillette; председателем латиноамериканского консультативного комитета Нью-Йоркской фондовой биржи; основателем и членом правления фонда Fundação Estudar, который предоставляет стипендии бразильским студентам; членом международного консультативного совета Credit Suisse и DaimlerChrysler.
В июле 2015 года компания Леманна 3G Capital вместе с компанией Уоррена Баффета Berkshire Hathaway за 23 млрд долл. купила H.J. Heinz Company, мирового производителя кетчупа.
В 2015 году занял 17-е место в списке самых влиятельных людей мира по версии Bloomberg.

### Личная жизнь
Леманн был женат два раза, имеет пять детей. Его первая жена, Мария де Сантьяго Дантас Кенталь, была психоаналитиком и умерла в апреле 2005 года. Вторая жена — Сюзанна.
В 1999 году была неудачная попытка похищения его детей в Сан-Паулу.
В 1994 году Леманн перенёс сердечный приступ.